# Алакримия
Алакримия — аномалия производства слёз, заключающаяся в снижении или отсутствию выработки слёз. Поскольку отсутствие слез является следствием лишь  нескольких редких заболеваний, это помогает в диагностике этих заболеваний, в том числе тройного синдрома и дефицита NGLY1. 
Диагноз алакримии может быть формально поставлен посредством пробы Ширмера.